# Communauté de communes Sauldre et Sologne
Pour les articles homonymes, voir Sauldre (homonymie) et Sologne (homonymie).
La communauté de communes Sauldre et Sologne est une communauté de communes française, située dans le département du Cher.

## Historique
- 29 décembre 2005 : création de la communauté de communes[1]
- 1er janvier 2021 : extension du périmètre à la commune de Nançay[2],[3]

## Territoire communautaire

### Géographie
Située au nord du département du Cher, la communauté de communes Sauldre et Sologne regroupe 14 communes et présente une superficie de 864,5 km2.

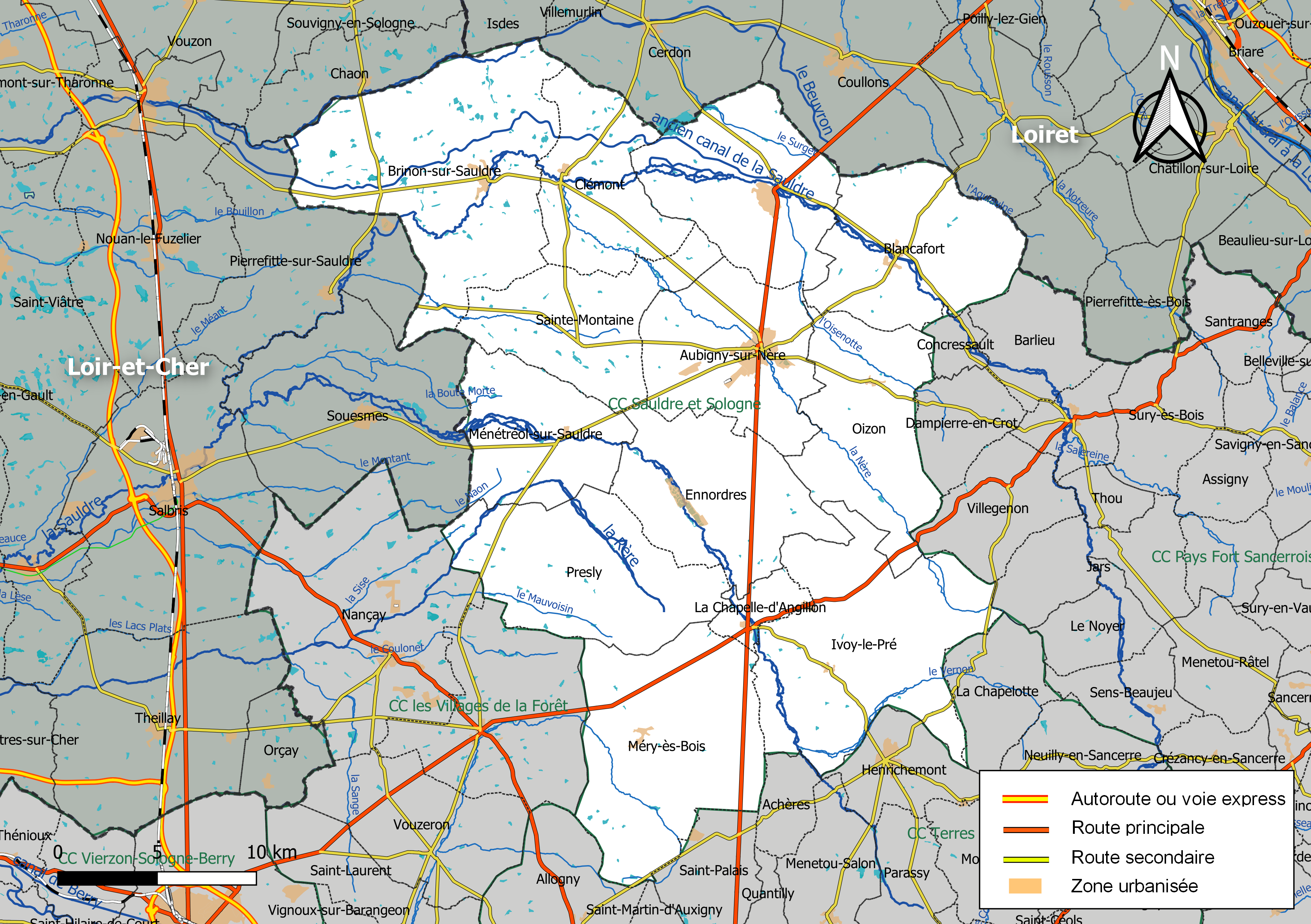
Carte de la communauté de communes Sauldre et Sologne au 1er janvier 2019 (avant l'intégration de Nancay).

### Composition

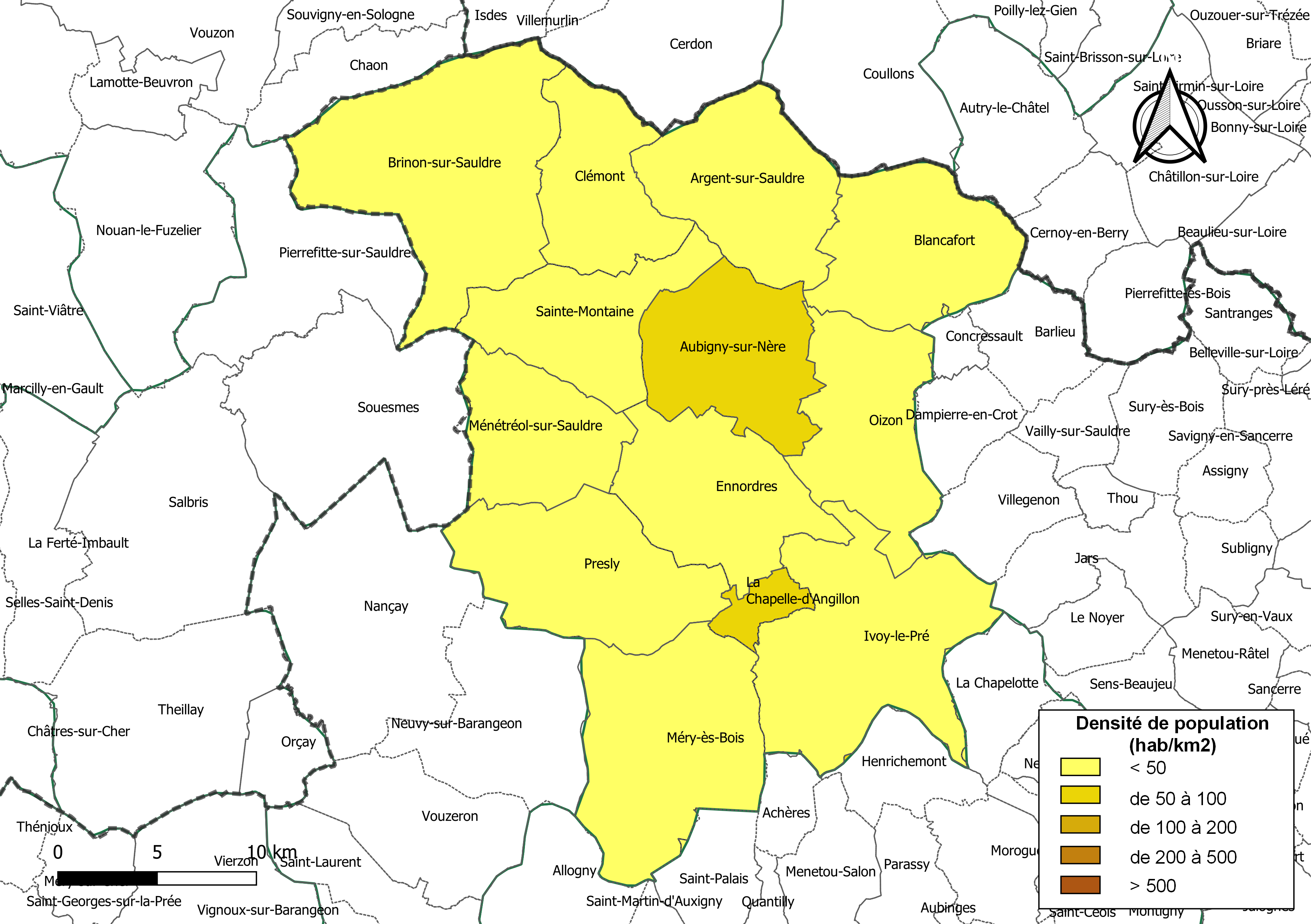
Carte des densités de population (millésimée 2016) des communes de la communauté de communes Sauldre et Sologne. Composition en communes au 1er janvier 2019 (avait l'intégration de Nancay).

La communauté de communes est composée des 14 communes suivantes :

| Nom                        | Code Insee | Gentilé       | Superficie (km2) | Population (dernière pop. légale) | Densité (hab./km2) |
| -------------------------- | ---------- | ------------- | ---------------- | --------------------------------- | ------------------ |
| Argent-sur-Sauldre (siège) | 18011      | Argentais     | 67,35            | 2 040 (2022)                      | 30                 |
| Aubigny-sur-Nère           | 18015      | Albiniens     | 61,53            | 5 464 (2022)                      | 89                 |
| Blancafort                 | 18030      | Blancafortais | 64,35            | 1 002 (2022)                      | 16                 |
| Brinon-sur-Sauldre         | 18037      | Brinonnais    | 116,3            | 972 (2022)                        | 8,4                |
| La Chapelle-d'Angillon     | 18047      |               | 10,17            | 610 (2022)                        | 60                 |
| Clémont                    | 18067      | Clémontois    | 50,11            | 709 (2022)                        | 14                 |
| Ennordres                  | 18088      | Ennordrais    | 63,79            | 206 (2022)                        | 3,2                |
| Ivoy-le-Pré                | 18115      | Ivéopratains  | 98,74            | 775 (2022)                        | 7,8                |
| Ménétréol-sur-Sauldre      | 18147      | Ménétréolais  | 50,08            | 196 (2022)                        | 3,9                |
| Méry-ès-Bois               | 18149      | Méryboisiens  | 91,59            | 538 (2022)                        | 5,9                |
| Nançay                     | 18159      | Nançayais     | 106,33           | 768 (2022)                        | 7,2                |
| Oizon                      | 18170      | Oizonnais     | 62,03            | 667 (2022)                        | 11                 |
| Presly                     | 18185      |               | 74,63            | 221 (2022)                        | 3                  |
| Sainte-Montaine            | 18227      | Montainais    | 53,79            | 167 (2022)                        | 3,1                |

### Démographie
| 1968   | 1975   | 1982   | 1990   | 1999   | 2007   | 2012   | 2017   |
| ------ | ------ | ------ | ------ | ------ | ------ | ------ | ------ |
| 15 389 | 15 151 | 15 549 | 14 867 | 14 945 | 14 639 | 14 310 | 13 864 |

## Organisation

### Siège
La communauté de communes a son siège à Argent-sur-Sauldre, 7 rue du 4 Septembre.

### Élus
La communauté de communes est administrée par son conseil communautaire, composé pour le début de la mandature 2020-2026 de 37 conseillers municipaux représentant chacune des  communes membres.
Au terme des élections municipales de 2020 dans le Cher, le conseil communautaire du 15 juillet 2020 renouvelé a réélu sa présidente, Laurence Renier, maire d'Aubigny-sur-Nère, et désigné trois vice-présidents. l'entrée de la commune de Nançay est l'occasion de créer un quatrième poste de vice-président, : 
1. Pascal Margerin, maire de Blancafort, vice-président à l'environnement  ;
2. Hugues Duboin, maire d'Ennordres, vice-président à l'aménagement et services à la population
3. Frédéric Bouteille, maire de Méry-ès-Bois, vice-président à la culture
4. Alain Urbain, mairie de Nançay, vice-président au tourisme

Le conseil communautaire pour le début de la mandature 2020-2026 est composé de la présidente, des trois vice-présidents et de 9 autres membres.

### Liste des présidents
| Période                                  | Période                        | Identité        | Étiquette | Qualité |
| ---------------------------------------- | ------------------------------ | --------------- | --------- | --- |
| Les données manquantes sont à compléter. |                                |                 |           | |
|                                          | 2017                           | Denis Mardesson |           | Maire d'Argent-sur-Sauldre (2001 → 2020) Démissionnaire |
| 2017                                     | En cours (au 16 novembre 2020) | Laurence Renier | LR        | Collaboratrice d’Yves Fromion député de la 1re circonscription du Cher Maire d'Aubigny-sur-Nère (2015 → ) Conseillère régionale du Centre-Val de Loire, Présidente du pays Sancerre Sologne[Quand ?] Réélue pour le mandat 2020-2026 |

### Compétences
L'intercommunalité exerce les compétences qui lui ont été transférées par les communes membres, dans les conditions déterminées par le code général des collectivités territoriales.
Aux termes de ses statuts approuvés en 2019, il s'agit de : 
- Aménagement de l'espace : réseaux de communications électroniques, exploitation et travaux d'entretien et d'aménagement du canal de la Sauldre et de l'Étang du Puits, infrastructures touristiques à vocation communautaire, Schéma de cohérence territoriale (SCOT) et documents d'urbanisme (Plan local d'urbanisme (PLU) et carte communale...)
- Développement économique  : zones d'activité,  politique locale du commerce, promotion du tourisme ;
- Aires d'accueil des gens du voyage ;
- Collecte et traitement des déchets des ménages et déchets assimilés ;
- Gestion des milieux aquatiques et prévention des inondations (GEMAPI) ;
- Environnement :  Infrastructures de charge des véhicules électriques ;
- Politique de logement et du cadre de vie : schéma directeur du logement social, actions en faveur du maintien à domicile des personnes âgées, services à la population à vocation communautaire ;
- Action sociale  : Relais d'assistant(e)s maternel(le)s, séjour de vacances pour les jeunes de la sixième à 17 ans ;
- Études de faisabilité d'espaces de santé ;
- Service public de l'assainissement non collectif (SPANC) ;
- Projet Artistique et Culturel du Territoire (PACT) et le contrat culturel départemental, organisation de manifestations culturelles d'intérêt communautaire ;
- Dispositifs de surveillance de la ressource en eau et des  milieux aquatiques ;
- Animation et la concertation dans le domaine de la gestion et de la protection de la ressource en eau et des milieux aquatiques .

### Régime fiscal et budget
La communauté de communes est un établissement public de coopération intercommunale à fiscalité propre.
Afin de financer l'exercice de ses compétences, la communauté de communes perçoit une fiscalité additionnelle aux impôts locaux des communes, sans fiscalité professionnelle de zone (FPZ ) et sans fiscalité professionnelle sur les éoliennes (FPE), ainsi qu'une redevance d'enlèvement des ordures ménagères (REOM), qui financent le fonctionnement de ce service public
Elle ne verse pas de dotation de solidarité communautaire (DSC) à ses communes membres.

## Projets et réalisations
Conformément aux dispositions légales, une communauté de communes a pour objet d'associer des « communes au sein d'un espace de solidarité, en vue de l'élaboration d'un projet commun de développement et d'aménagement de l'espace ».